# Индокитайски горски гущер
Индокитайските горски гущери (Calotes mystaceus), наричани също мустакати калоти или мустакати галеоти, са вид влечуги от семейство Агамови (Agamidae).
Разпространени са в Югоизточна Азия. Достигат дължина на тялото без опашката от 9,5 сантиметра, с опашката – 28 сантиметра, в редки случаи до 42 сантиметра. Хранят се с насекоми, най-вече правокрили и пеперуди.